# Diocese de Mântua
A Diocese de Mântua (Dioecesis Mantuana) é uma circunscrição eclesiástica da Igreja Católica na Itália, pertencente à Província Eclesiástica de Milão e à Conferenza Episcopale Italiana, sendo sufragânea da Arquidiocese de Milão.
A sé episcopal está na Catedral de Mântua, na Região da Lombardia.

## Território
A diocese, em 2016 contava 325 mil batizados entre 376 habitantes. Atualmente ela é governada pelo bispo Gianmarco Busca.
A diocese fica na Província de Mântua, fora da parte ocidental, que faz parte da Diocese de Cremona. O território é dividido em 168 paróquias.
A Tradição diz que a fundação da diocese teve origem com uma visita no território por Papa Leão III.

## Administração
Cronologia dos Bispos dos seculos XIX, XX e XXI:
| #                 | Nome                                | Período   | Notas                                   |
| Bispos            | Bispos                              | Bispos    | Bispos                                  |
| ----------------- | ----------------------------------- | --------- | --------------------------------------- |
|                   | Gianmarco Busca                     | 2016-     | Atual                                   |
|                   | Roberto Busti,                      | 2007-2016 |                                         |
|                   | Egidio Caporello                    | 1986-2007 |                                         |
|                   | Carlos Ferrari †                    | 1967-1986 |                                         |
|                   | Antonio Poma †                      | 1954-1967 | Nomeado Arcebispo coadjutor de Bolonha  |
|                   | Domingos Menna †                    | 1928-1954 |                                         |
|                   | Paulo Carlos Francisco Origo †      | 1895-1928 |                                         |
|                   | Giuseppe Melchiorre Sarto, O.F.S. † | 1884-1893 | Nomeado Patriarca de Veneza             |
| Bispo coadjutor   |                                     |           |                                         |
|                   | Antonio Poma                        | 1952-1954 |                                         |
| Bispos auxiliares |                                     |           |                                         |
|                   | Antonio Poma                        | 1951-1952 | Elevado a Bispo coadjutor               |
|                   | Giovanni Battista Peruzzo, C.P.     | 1924-1928 | Nomeado Bispo de Oppido Mamertina-Palmi |